# Барбара фон Бранденбург
Вижте пояснителната страница за други личности с името Барбара фон Бранденбург.
Барбара фон Бранденбург (на немски: Barbara von Brandenburg; * 30 май 1464, Ансбах; † 4 септември 1515, Ансбах) от род Хоенцолерн, е принцеса от Бранденбург и чрез женитби херцогиня на Глогов и кралица на Бохемия и Унгария (1476 – 1490/1500).

## Биография
Тя е шестата дъщеря на Албрехт Ахилес (1414 – 1486), курфюрст на Бранденбург и втората му съпруга Анна Саксонска (1437–1512), дъщеря на Фридрих II „Кроткия“, курфюрст на Саксония, и Маргарета Австрийска (1416–1486).
Барбара е сгодена на 11 октомври 1472 г. на 8-годишна възраст в Берлин и се омъжва през 1472 г. за Хайнрих XI (ок. 1430 – 1476), херцог на Глогов и Кросен от силезийските Пясти. Само след две години умира доста по-старият херцог. В завещанието си той определил съпругата си за негова наследничка, което води през 1476 г. до наследствена война.
След шест месеца 12-годишната вдовица се омъжва на 20 август 1476 г. per procurationem за крал Владислав II Ягелонски от Бохемия (1456 – 1516). Заради войната тя не може да отиде при Владислав II (Уласло II). Те искат да се разведат. Тя обещава брак на рицар Конрад фон Хайдек и фамилията и я затваря в дворец Пласенбург, докато той се откаже. След пет години те се развеждат с папска була на Александър VI на 7 април 1500 г. След това няма сведения за Барбара, вероятно е останала в Пласенбург.